# Saxon Irvine
Saxon Irvine (Byron Bay, Nova Gal·les del Sud, 5 de desembre de 1986) és un ciclista australià. Professional des del 2015.

## Palmarès
- 2016
  - Vencedor d'una etapa a la Volta al Singkarak